# CDF Player
CDF Playerはウルフラム・リサーチが開発した計算可能ドキュメント形式 (CDF)ビューアである。